# Membre de Tigery
Le membre de Tigery ou l'Hôpital de Tigery se trouve à Tigery dans le département de l'Essonne. Il faisait partie du prieuré hospitalier de Saint-Jean en l'Île-lez-Corbeil.

## Origine
C'est la plus ancienne dépendance du prieuré Saint-Jean de Corbeil. L'Ordre avait le droit de haute, moyenne et basse justice. Le domaine comprenait une ferme avec 100 arpents de terre et comprenait une chapelle de Saint-Genefort où les frères disaient la messe une fois par semaine.
En 1223, leur de la création du prieuré et pour faire face aux engagements que l'Ordre prend envers la reine de France Ingeburge, veuve de Philippe Auguste, le membre de Tigery est créé pour apporter les ressources suffisantes au prieuré,.
Le chevalier Durand est responsable de Tigery lors de sa création et cela jusqu'à sa mort.
Le revenu du membre de Tigery était de 500 livres en 1757.

## Sources
- Eugène Mannier, Les commanderies du grand prieuré de France d'après les documents inédits conservés aux archives nationales à Paris, Paris, 1872 (lire en ligne)